# Morits Philipsen
Morits Carl Theodor Philipsen (13. juli 1814 i København – 24. januar 1877 i Hillerød) var en dansk proprietær og politiker, bror til litteraturforskeren Jacob Philipsen.
Han var søn af den jødiske silke- og klædehandler Aron Philipsen (1767-1831) og Sophie Amalie Warburg (1785-1869), gik i Borgerdydskolen på Christianshavn indtil 1831, studerede landvæsen på Store Frederikslund ved Sorø og på Mariendal ved Egernførde 1832-37. Philipsen købte dernæst proprietærgården Højagergård i Slangerup, som han ejede til 1867. Nevøen, den senere maler Theodor Philipsen, kom på Højagergård, hvor han fik en landbrugsuddannelse og grundlagt sin interesse for dyr.
Philipsen var desuden landvæsenskommissær, repræsentant i Sjællands Stifts Brandassuranceforening, direktør i Frederiksborg Amts Spare- og Laanekasse og til sin død branddirektør i Frederiksborg Amt. Han var fattigkommissær og skolepatron i Slangerup fra 1838, medlem af sogneforstanderskabet 1842-50 og 1856-58, deraf en tid formand, medlem af Frederiksborg Amtsråd 1854-55 og 1856-68 samt formand for Frederiksborg Amts Landboforening 1856-66. Han blev Ridder af Dannebrog 1866.
Han blev kåret til folketingsmand for Frederiksborg Amts 3. valgkreds (Hillerødkredsen) ved valget 1. december 1854 og sad på tinge til 14. juni 1855. Han søgte i 1864 forgæves valg til Rigsrådets Folketing i Frederikssund, men blev i stedet valgt til Rigsrådets Landsting, hvor han sad 1864-66. Ved valget 23. juni 1866 blev han også valgt til Rigsdagens Landsting, blev genvalgt ved oktobervalget samme år og sad til 1. oktober 1874. Han tilhørte i begyndelsen venstrefløjen af De Nationalliberale, men blev senere konservativ.